# Bullimus gamay
Bullimus gamay är en gnagare i familjen råttdjur som förekommer i Filippinerna.
Arten blir med svans 3,5 till 4,0 cm lång, svanslängden är 1,2 till 1,8 cm och vikten varierar mellan 295 och 360 g. Den är mindre än andra släktmedlemmar vad som återspeglas i artepitet gamay, som betyder liten i språket av lokalbefolkningen. Ovansidan är täckt av mjuk och tjock rödbrun päls och på undersidan förekommer ljusare päls. Huvudet kännetecknas av flera mörkgråa hår vid nosens spets och vid kinderna samt av små öron som bär endast ett fåtal hår. Bullimus gamay har ganska stora framtassar och breda bakfötter. Den korta svansen är nästan naken.
Bullimus gamay lever endemisk på den filippinska ön Camiguin norr om Mindanao. Den vistas där i bergstrakter mellan 900 och 1470 meter över havet. Habitatet utgörs av fuktiga bergsskogar. På grund av vulkanism, jordskred och människans aktiviteter finns ingen gammal skog kvar.
Individerna letar på natten efter föda som utgörs av olika växtdelar. Bullimus gamay vistas främst på marken. För övrigt antas att levnadssättet är lika som hos andra släktmedlemmar.
I bergstrakternas lägre delar förekommer svedjebruk och andra delar av skogarna avverkas när landskapet omvandlas till samhällen eller till turistorter. Ett mindre skyddsområde existerar. IUCN listar arten som sårbar (VU).